# أرمسترونج سيدلي مونجوس

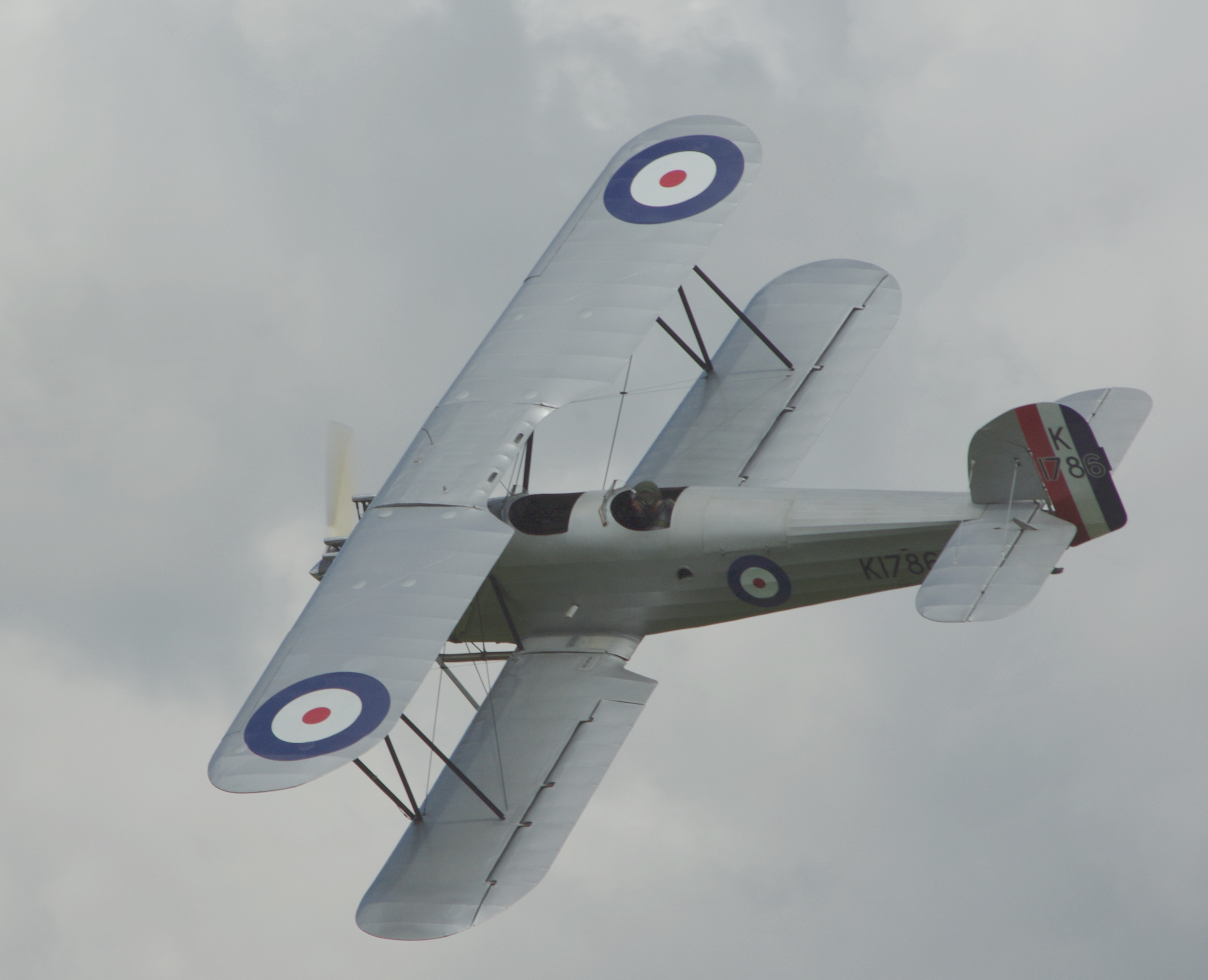
طائرة هوكر تومتيت مشغلة بمحرك مونغوس.

ارمسترونغ سيدلي مونغوس محرك طائرة شعاعي بريطاني أُنتج بواسطة ارمسترونغ سايدلي. طُور المحرك في منتصف العشرينيات من القرن العشرين (1920)، واستُخدم في طائرة التدريب هوكر تومتيت والطائرة المائية بارنال بيتو ‏ من بين طائرات أخرى. بلغت سعة المحرك 540 بوصة مكعبة (9 لتر)، وبلغت القدرة القصوى له 155 حصان (115 كيلو وات).

يشغل محرك مونغوس طائرة هوكر تومتيت الوحيدة الصالحة للطيران المتبقية والموجودة في أولد وأردن في متحف شاتلورث كولكشن ‏.

## التصميم والتطوير
محرك مونغوس هو محرك شعاعي يتكون من 5أسطوانات في صف واحد. يستخدم المحرك مغناطيس اشعال ‏ مزدوج وغطاءات صمام ‏ مغلقة، ونفس الأسطوانات التي استُخدمت في المحرك السابق أرمسترونج سيدلي جاجوار. يُعتبر الوضع الرأسي للأسطوانة السفلية في محرك مونغوس من الميزات الغريبة فيه، ويسمح هذا التصميم بالتخلص من شوائب التزييت من على شمعات الاحتراق.
صُنع المحرك بأنواع مختلفة تتراوح قدرتها بين 135 و155حصان (100-115 كيلو وات).

## الأنواع
- مونغوس 1

أًنتج عام 1926، وبلغت قدرته 135 حصان.
- مونغوس 2

أًنتج عام 1930، وبلغت قدرته 155 حصان.

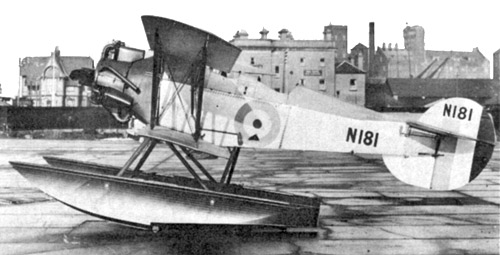
طائرة بارنال بيتو

- مونغوس 3

أُنتج عام 1929.
- مونغوس 3 ايه

أُنتج عام 1929 للاستخدام المدني.
- مونغوس 3 سي

أُنتج عام 1929 للاستخدام العسكري.

## التطبيقات

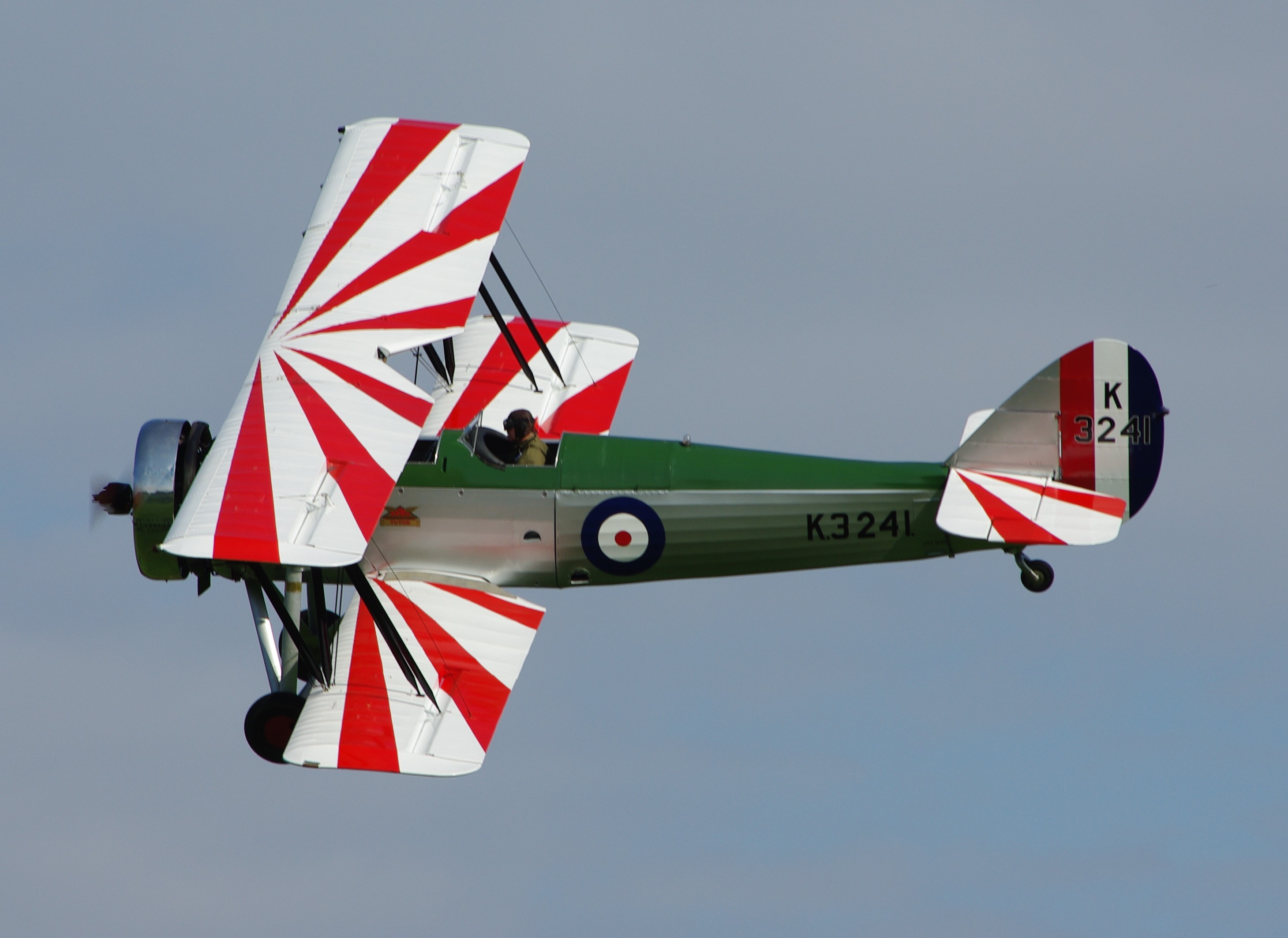
طائرة أفرو تيتور 621

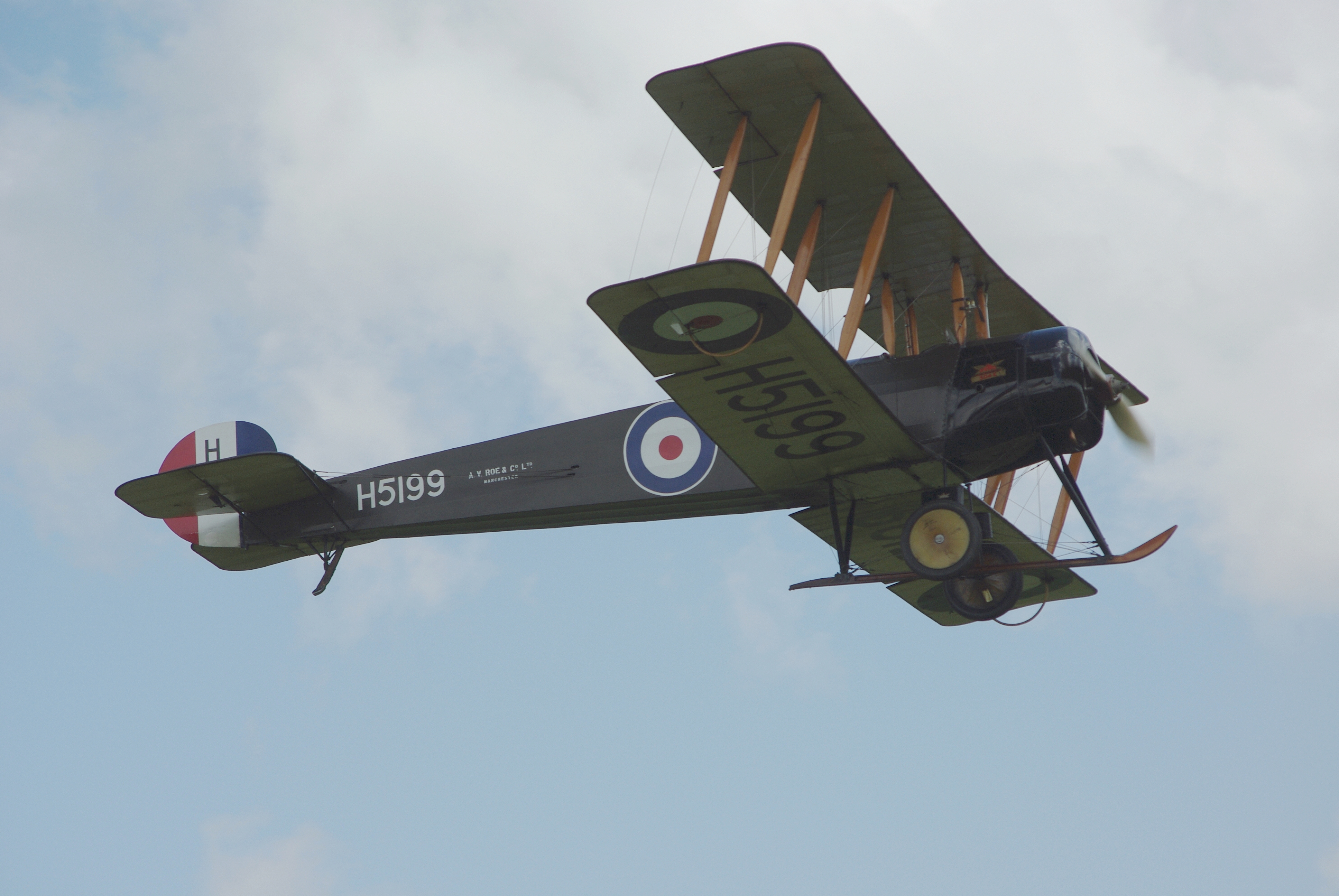
أفرو 504

- أفرو 504 إن
- أفرو 504 أر
- أفرو تيتور
- أفرو تيتور 621 التدريبية
- هاندلي بيج هامليت  [لغات أخرى]‏
- هاندلي بيج جوجناك
- هوكر تومتيت
- بارنال بيتو  [لغات أخرى]‏

## المحركات المتبقية
يشغل محرك ارمسترونغ سيدلي مونغوس 3 سي طائرة هوكر تومتيت كيه1786/جي-ايه إف تي ايه، الوحيدة الصالحة للطيران المتبقية والمملوكة لمتحف شاتلورث كولكشن. تحلق هذه الطائرة بشكل منتظم خلال أشهر الصيف.

## المواصفات (مونغوس 1)

### مواصفات عامة
- النوع: محرك شعاعي مكون من 5 أسطوانات في صف واحد.
- قطر الأسطوانة: 127 مم.
- الشوط: 139.7 مم.
- سعة المحرك: 540 بوصة مكعبة (8.8 لتر).
- الطول: 36.6 بوصة (93 سم).
- القطر: 46 بوصة (116سم).
- الوزن: 340 باوند (154 كجم).

### المكونات
- الصمامات: 2 صمام قفازي علوي لكل أسطوانة.
- نوع الوقود: بنزين أوكتان 77.
- نظام التبريد: تبريد بالهواء.
- وحدة تخفيض سرعة المروحة الدافعة (ترس تخفيض): دوران مباشر لليسار.

### الأداء
- القدرة الناتجة: 183 حصان (103 كيلو وات) عند مستوى سطح البحر.
- نسبة الانضغاط: 1:5.
- نسبة القدرة إلى الوزن: 0.4 حصان/باوند (0.67 كيلو وات/كجم).